# Duopiramida
| Množica uniformnih p,q-duopiramid (ni slike) |                                            |
| Vrsta                                        | uniformni dualni polihoron                 |
| Celice                                       | pq tetraedra                               |
| Stranske ploskve                             | 2pq trikotniki                             |
| Robovi                                       | pq+p+q                                     |
| Oglišča                                      | p+q                                        |
| Simetrija                                    | [p,2,q], reda 4pq [[p,2,p]], reda 8p2, p=q |
| Dual                                         | duoprizma                                  |
| Lastnosti                                    | konveksni, tranzitivne stranske ploskve    |

Duopiramida je v geometriji  štirirazsežnega ali večrazsežnega prostora dualni politop p-q duoprizem. Pravilna 16 celica izgleda kot 4-4 duopiramida, ki je dualna  4-4 duoprizmi. Ta pa je teserakt.